# Вольфганг Вельш
Вольфганг Вельш (нім. Wolfgang Welsch, нар. 1946) — німецький філософ, представник постмодернізму, професор, доктор філософії, з 1999 р. — завідувач кафедри теоретичної філософії Університету імені Фрідріха Шіллера (Йєнський університет, ФРН), Friedrich-Schiller-Universität Jena (BRD).
Вольфганг Вельш вивчав археологію, історію мистецтв, філософію і психологію в університетах Мюнхену та Вюрцбургу. У 1974 р. він захистив докторську дисертацію з філософії, а у 1982 р. габілітаційну дисертацію. З 1988 по 1993 рр. В. Вельш був професором філософії в Університеті Бамберг, з 1993 по 1998 рр. — в Університеті Магдебург.
В. Вельш бул гостьовим професором у німецькому університеті Ерланген, Вільному університеті Берлін, а також у Стенфорді, США. У 1992 р. він був нагороджений дослідницькою премією Товариства Макса Планка.
У своєму творі «Розум. Сучасна критика розуму і концепція трансверсального розуму» (1996 р., 4-е вид. 2007 р.) В. Вельш розглянув філософські позиції таких авторів, як Імануїл Кант, Едмунд Гуссерль, Мартін Гайдеггер, Юрген Габермас, Мішель Фуко, Річард Рорті, Жіль Дельоз, Жак Дерріда, Жан-Франсуа Ліотар і представив свою оригінальну концепцію «трансверсального розуму».
Основними напрямками творчості Вольфганга Вельша в теперішній час є епістемологія, антропологія, теорія мистецтва, сучасна філософія.

## Основні твори Вольфганга Вельша
- Aisthesis: Grundzüge und Perspektiven der Aristotelischen Sinneslehre. — Stuttgart: Klett-Cotta, 1987. — ISBN 3-608-91447-1
- Ästhetisches Denken. Reclam, Stuttgart 1990, ISBN 3-15-008681-7
- Vernunft. Die zeitgenössische Vernunftkritik und das Konzept der transversalen Vernunft. — Frankfurt am Main: Suhrkamp, 1995. — ISBN 3-518-58184-8
- Grenzgänge der Ästhetik. Reclam, Stuttgart 1996, ISBN 3-15-009612-X
- Unsere postmoderne Moderne. 7. Auflage, Akademie Verlag GmbH, Berlin 2002, ISBN 3-05-003727-X
- Wege aus der Moderne: Schlüsseltexte der Postmoderne-Diskussion, (Hrsg.), Akademieverlag, Berlin; Auflage: 2., durchges. A. Dezember 2002, ISBN 3-05-002789-4.

## Переклади праць Вольфганга Вельша
- Вельш В. «Постмодерн». Генеалогия и значение одного спорного понятия // Путь. — №. 1. — Москва, 1992. — С. 109—136.
- Вольфганг Вельш (Магдебург, ФРГ): Основные различия традиционной, нововременной и постмодерной концепций разума / Перевел с немецкого Владимир Абашник // Філософія: класика і сучасність. Матеріали III Харківських Міжнародних Сковородинівських читань. — Харків: «Центр освітніх ініціатив», 1996. — С. 6-7.
- Вольфганг Вельш (Магдебург, ФРГ): Трансверсальность. Трансверсальный разум и разум вообще / Перевел с немецкого Владимир Абашник // Культура у філософії XX століття. Матеріали IV Харківських міжнародних Сковородинівських читань (30 вересня — 1 жовтня 1997 р.) — Харків: Університет внутрішніх справ, 1997. — С. 22-33.
- Вольфганг Вельш (Магдебург, ФРГ): Жиль Делёз или гетерогенность и соединение / Перевел с немецкого Владимир Абашник // Проблема раціональності наприкінці XX століття. Матеріали V Харківських міжнародних Сковородинівських читань (29-30 вересня 1998 р.) — Харків: Університет внутрішніх справ, 1998. — С. 102—113.
- Вольфганг Вельш (Йена, ФРГ): Справедливость как новая ведущая идея разума / Перевел с немецкого Владимир Абашник // Ідея справедливості на схилі XX століття. Матеріали VI Харківських міжнародних Сковородинівських читань (28-29 вересня 1999 р.) — Харків: Університет внутрішніх справ, 1999. — С. 89-104.
- Вольфганг Вельш. Наш постмодерний модерн. Пер. з нім. А. Л. Богачова, М. Д. Култаєвої, Л. А. Ситніченко. — Київ: Альтерпрес, 2004.
- Вольфганг Вельш (Йена, ФРГ): Евроцентричны ли права человека? / Перевел с немецкого Владимир Абашник // Демократичні цінності, громадянське суспільство і держава / Матеріали XIII Харківських міжнародних Сковородинівських читань (30 вересня — 1 жовтня 2005 р.). — Харків: Прометей-Прес, 2005. — C. 30-38.
- Вольфганг Вельш (Йена, ФРГ), Разум и кризис. Гуссерль: спасение через углубление разума / Перевел с немецкого Владимир Абашник // Феноменологія і мистецтво. Щорічник Українського феноменологічного товариства, 2002—2003 / Phaenomenologie und Kunst. Jahresalmanach der Ukrainischen Phaenomenologischen Gesellschaft, 2002—2003. — Київ: ППС-2002, 2005. — С. 149—158.
- Вельш Вольфганг (Йєна, ФРН). Лінгвістичний ідеалізм / З німецької мови переклав Володимир Абашнік // Мова в професійному вимірі: комунікативно-культурний аспект / Матеріали міжнародної науково-практичної конференції (17-18 грудня 2014 р.). — Харків: НУЦЗ України, 2014. — Частина І. — С. 3-7.
- Вельш Вольфганг (Йєна, ФРН). Що ми чуємо, коли ми слухаємо музику? / З німецької мови переклав Володимир Абашнік // Людина, суспільство, комунікативні технології. Матеріали ІХ Міжнародної науково-практичної конференції, м. Харків, 21–22 жовтня 2021 р. Харків: ДІСА ПЛЮС, 2021. С. 83–87.